# Форум Аркадія

Карта візантійського Константинополя. Форум Аркадія розташований в західній частині міста поруч з гаванню Феодосія

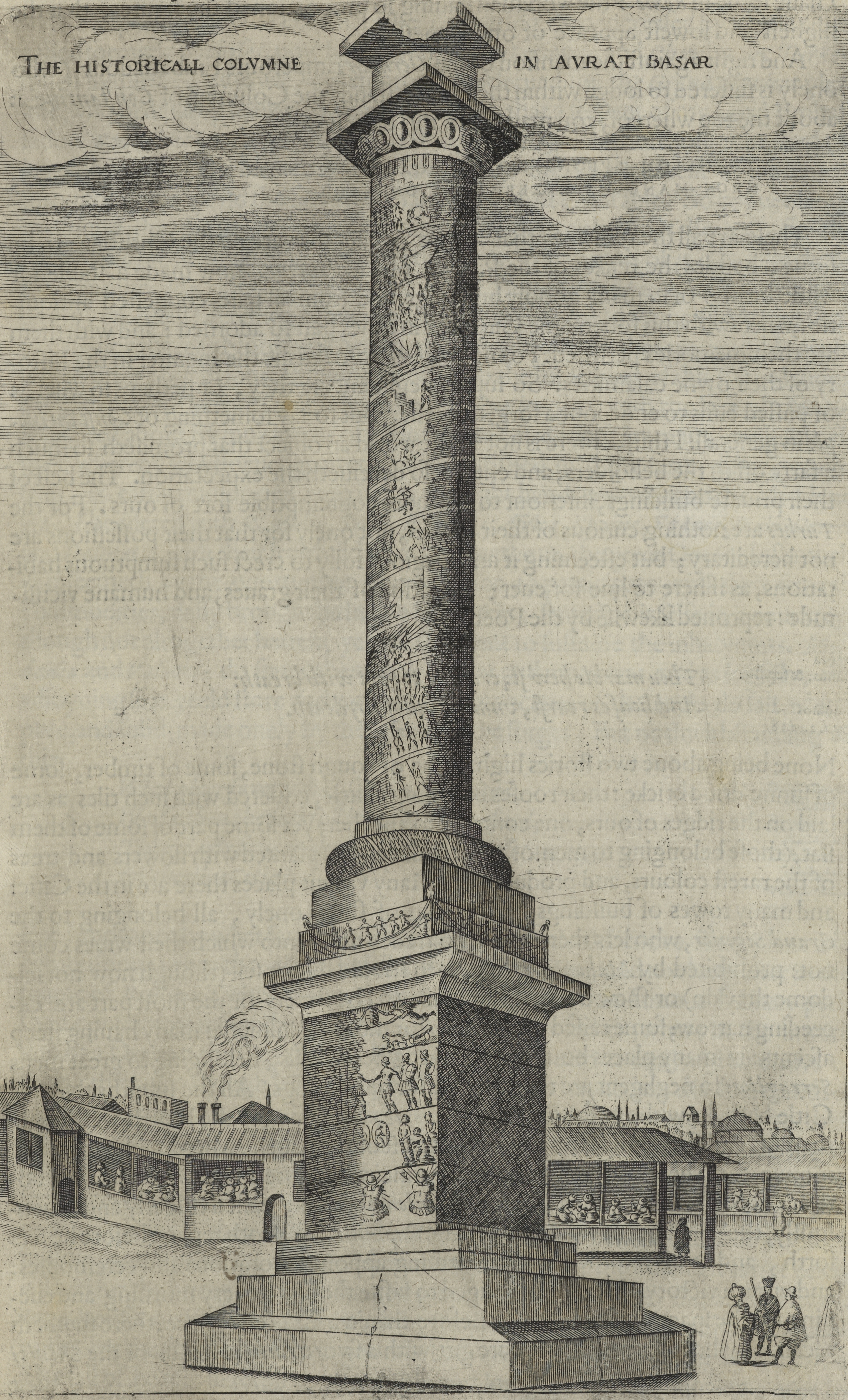
Колони Аркадія

Форум Аркадія (лат. Forum Arcadii; грец. Φόρος τοῦ Ἀρκαδίου) — один з  форумів  Константинополя  візантійської епохи (нині Стамбул). Побудований в 403 році імператором  Аркадієм. На честь нього в центрі форуму споруджена висока  тріумфальна колона, демонтована турецьким урядом в 1715.

## Історія та опис
Форум побудований в 403 за наказом імператора  Аркадія в районі Ксеролофос на місці колишнього Коров'ячого форуму . Він був останнім в ряду міських форумів, розташованих на головній вулиці міста («Меса»). Остання з'єднувала форум Аркадія зі Старими Золотими Воротами в  Стіні Костянтина і йшла на південний захід . Адміністративно форум належав XII регіону (кварталу) міста.
Поруч з форумом знаходився монастир Ксіролоф, куди в 1310 пішов патріарх Константинопольський  Афанасій I. Після смерті останнього, монастир став називатися його ім'ям .
Після захоплення Константинополя османами в 1453 форум перероблений під базар, помилково  згадуваний як  Avrat Pazarı  ( «Жіночий базар»). Справа в тому, що невільничий ринок з такою назвою знаходився біля мечеті Нуруосманіе на  Tavukpazari  . Там торгували наложницями, які в ту епоху мали особливий соціальний статус на відміну від звичайних рабів. Рабство в  Османській імперії повністю скасовано в 1847 внаслідок реформ Танзимат.
Колона Аркадія, встановлена в центрі форуму в 401, була по спіралі прикрашена барельєфами із зображенням перемог імператора подібно  колоні Траяна в Римі. Колону, що здіймалася більш ніж на 50 м, увінчувала величезна капітель  коринфського ордера, на якій знаходилася статуя самого Аркадія, завершена тільки в 421 за його наступника  Феодосія II. У 480 статуя звалилася з колони  та була знищена землетрусом 704 року. Сама колона простояла ще тисячу років; в 1715 вона, ослаблена землетрусами та через ризик впасти, була демонтована за указом османського уряду. Все, що залишилося від колони — лише понівечений гранітний постамент і кілька фрагментів статуї, які зараз виставлені в  Археологічному музеї Стамбула .

## Див. Також
- Колона Аркадія